# К-700
К-700 «Кировец» — советский колёсный трактор общего назначения повышенной проходимости, тяговый класс 5.
Трактор предназначен для выполнения в агрегате с навесными, полунавесными и прицепными широкозахватными машинами сельскохозяйственных (вспашка и глубокое рыхление почвы, культивация, дискование, боронование, лущение стерни, посев, снегозадержание), транспортных, дорожно-строительных, мелиоративных, землеройных и других работ. Главный конструктор — Жозеф Котин.

## История
В 1961 году для технического переоснащения сельского хозяйства государства советские конструкторы по заданию правительства СССР разработали проект первого советского колёсного трактора 5-го тягового класса. При мощности двигателя в 220 лошадиных сил (л. с.), дающей возможность использовать широкозахватные орудия на больших площадях, К-700 в 2,5 — 3 раза увеличивал производительность сельскохозяйственных работ по сравнению с другими тракторами.
Как и многие другие виды техники в СССР в годы «холодной войны», К-700 разрабатывался как продукция двойного назначения: в военное время его предполагалось использовать как артиллерийский тягач.
Производство новой машины, получившей именное название «Кировец», было организовано на Кировском заводе в Ленинграде — старейшем тракторостроительном предприятии СССР.
Первый трактор покинул сборочный цех и вышел на поля страны 13 июля 1962 года. Массовое серийное производство К-700 было развёрнуто в 1969 году.

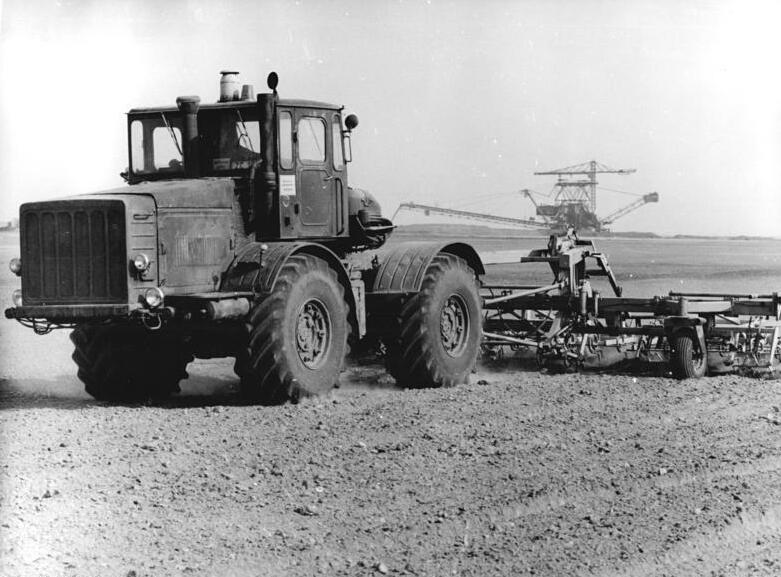
Трактор К-700 на поле в ГДР, 1986 год.

В 1973 году начался выпуск модели К-701.
В 1975 году Кировский завод начал серийный выпуск тракторов «Кировец» К-700А с 8-цилиндровым двигателем ЯМЗ-238НД3 (235 л. с.) и тракторов «Кировец» К-701 с 12-цилиндровым двигателем ЯМЗ-240Б (300 л. с.). Тракторы К-700А и К-701 были унифицированы и различались только двигателем, но оба сильно отличались от первого К-700, это был практически уже другой трактор. Коренные отличия (не говоря о дизайне) — на К-700А (К-701) нет рессор (на К-700 есть). Вместо заднего топливного бака (на К-700) трактор К-700А (К-701) получил два боковых топливных бака (левый, правый) которые сливаются в единое целое с передними крыльями трактора. На К-700А (К-701) другие колёса (не унифицированные с колёсами трактора К-700). Этот трактор был востребован не только в сельском хозяйстве, его стали применять в других отраслях народного хозяйства СССР. Был разработан трактор «Кировец» К-703 с реверсивным постом управления. На его базе были созданы лесоштабелёр ЛТ-163 (после модернизации ЛТ-195), лесотрелёвочная машина МЛ-56, грейдозер ЛБ-30, фронтальный погрузчик ПФ-1, универсальная дорожная машина ДМ-15 и другие машины. Также было разработано различное оборудование для установки на заднюю полураму тракторов «Кировец» К-700А и К-701: погрузочное П-4, П-4/85, стогометательное и другое. Для выполнения мелиоративных и других работ на базе трактора «Кировец» был разработан траншеекопатель.
25 марта 1985 года был выпущен 300-тысячный трактор «Кировец». Также в 1985 году был создан модернизированный вариант "Кировец-701М".
В 1986 году специалистами Всесоюзного института электрификации сельского хозяйства была создана мобильная электростанция на базе трактора К-701.
В 1987 году на базе К-701Р был освоен выпуск погрузчика П-4/85.
Видя большую востребованность трактора «Кировец» в других отраслях народного хозяйства, Кировский завод с 1990 года приступил к выпуску различной техники на базе трактора «Кировец». Это была дорожно-строительная и специальная техника. Для нужд дорожников и работников других отраслей Кировский завод стал выпускать фронтальный погрузчик К-702МА-ПК6, универсальный бульдозер К-702МБА-БКУ, универсальную дорожную машину К-702МВА-УДМ, виброкаток ВК, снегоочиститель СФР, мобильные сварочные агрегаты на 4 и 8 сварочных постов и другую технику.

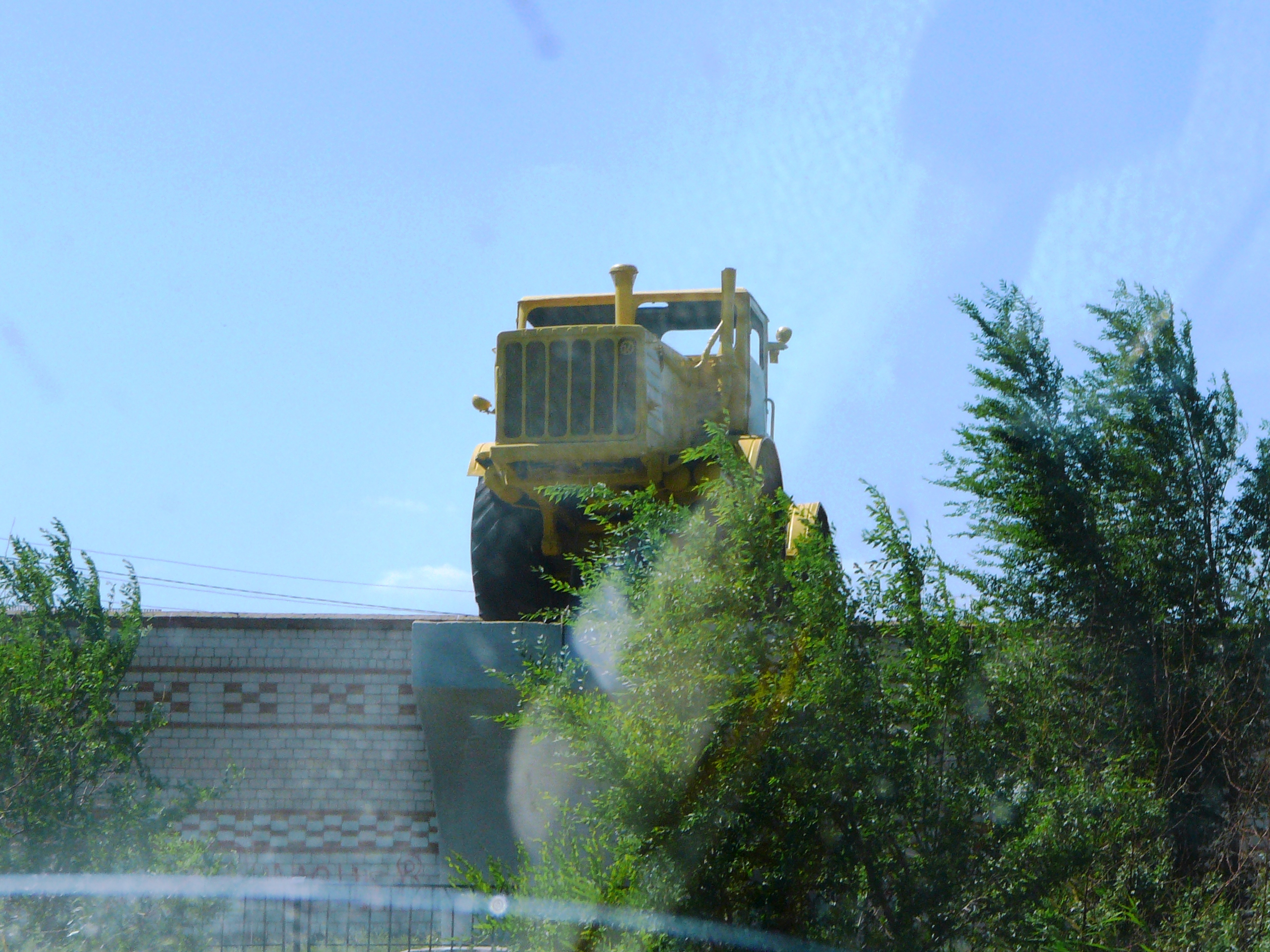
Памятник трактору в посёлке Светлый Оренбурской области

1 февраля 2002 года Петербургский тракторный завод прекратил выпуск тракторов «Кировец» К-700А и К-701. Вместо них стали выпускаться тракторы «Кировец» К-744, которые стоили значительно дороже, чем тракторы «Кировец» К-700А и К-701. Руководители завода объяснили снятие тракторов «Кировец» К-700А и К-701 тем, что данные тракторы морально устарели, и их кабины не соответствовали нормам безопасности. В связи с этим возник дефицит на недорогие тракторы типа «Кировец».
Многолетний опыт эксплуатации машины в различных условиях и климатических зонах показал высокую надёжность работы, простоту и удобство обслуживания, ремонтопригодность и длительный срок службы.
Среди недостатков можно отметить несколько моментов. В условиях крайне значительных неровностей дорожного покрытия было возможно опрокидывание машины. Выступающий вперёд двигатель ухудшал проходимость в экстремальных условиях. Агрономы требовали машины с меньшим давлением на грунт. Эти недостатки так и не были устранены в К-744.
В связи с наличием спроса трактора серии К-700 (как оригинальные модели Кировского завода, так и различные модификации), а также тягачи, бульдозеры, погрузчики и специальные машины на их базе продолжают выпускаться различными машиностроительными предприятиями России.
ЗАО «Петербургский тракторный завод» на сегодняшний день производит на базе К-700 только технику специального назначения. Сельскохозяйственные тракторы серии К-700 под маркой «Кировец» официально больше не производятся, а те, что представлены на рынке, как правило являются восстановленными из старых и имеют весьма сомнительное происхождение.
По состоянию на 2017 год АО «Петербургский тракторный завод» производит две модели сельскохозяйственных тракторов — К-744Р и К-703М — в различных комплектациях.

## Модификации
- К-700 — базовая модель.

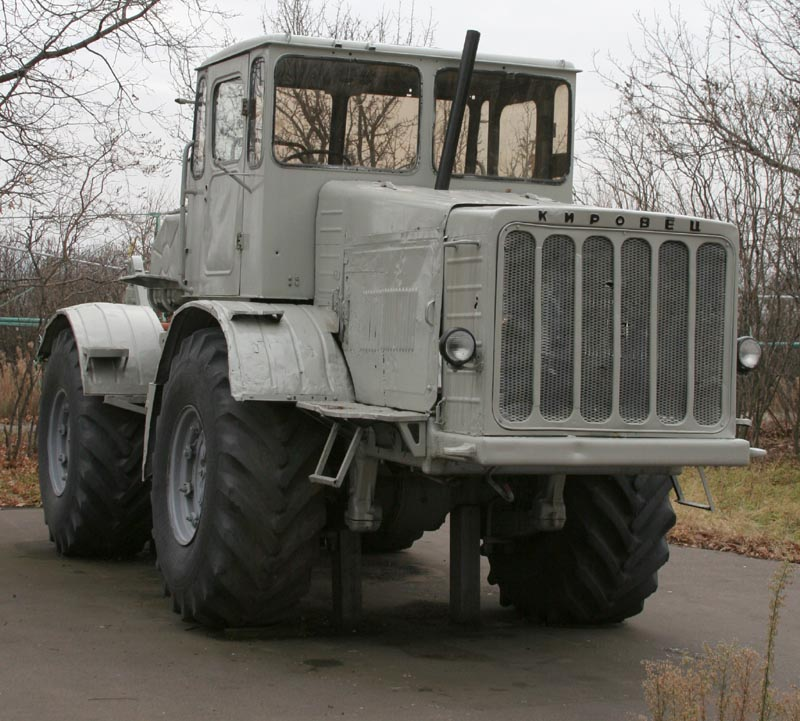
К-700

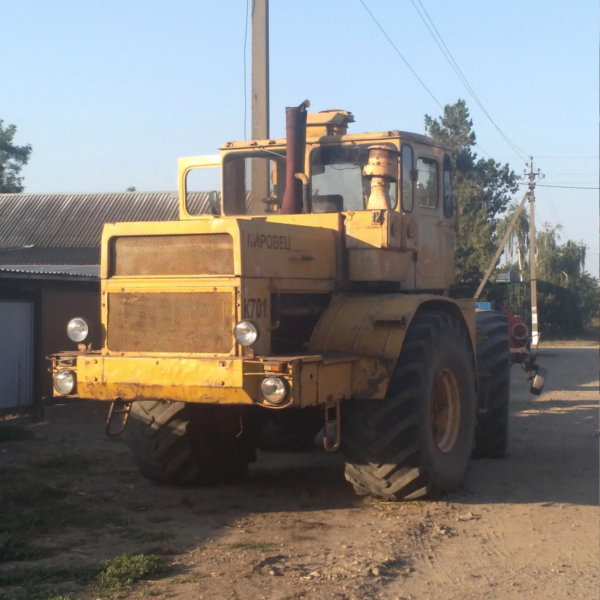
К-701

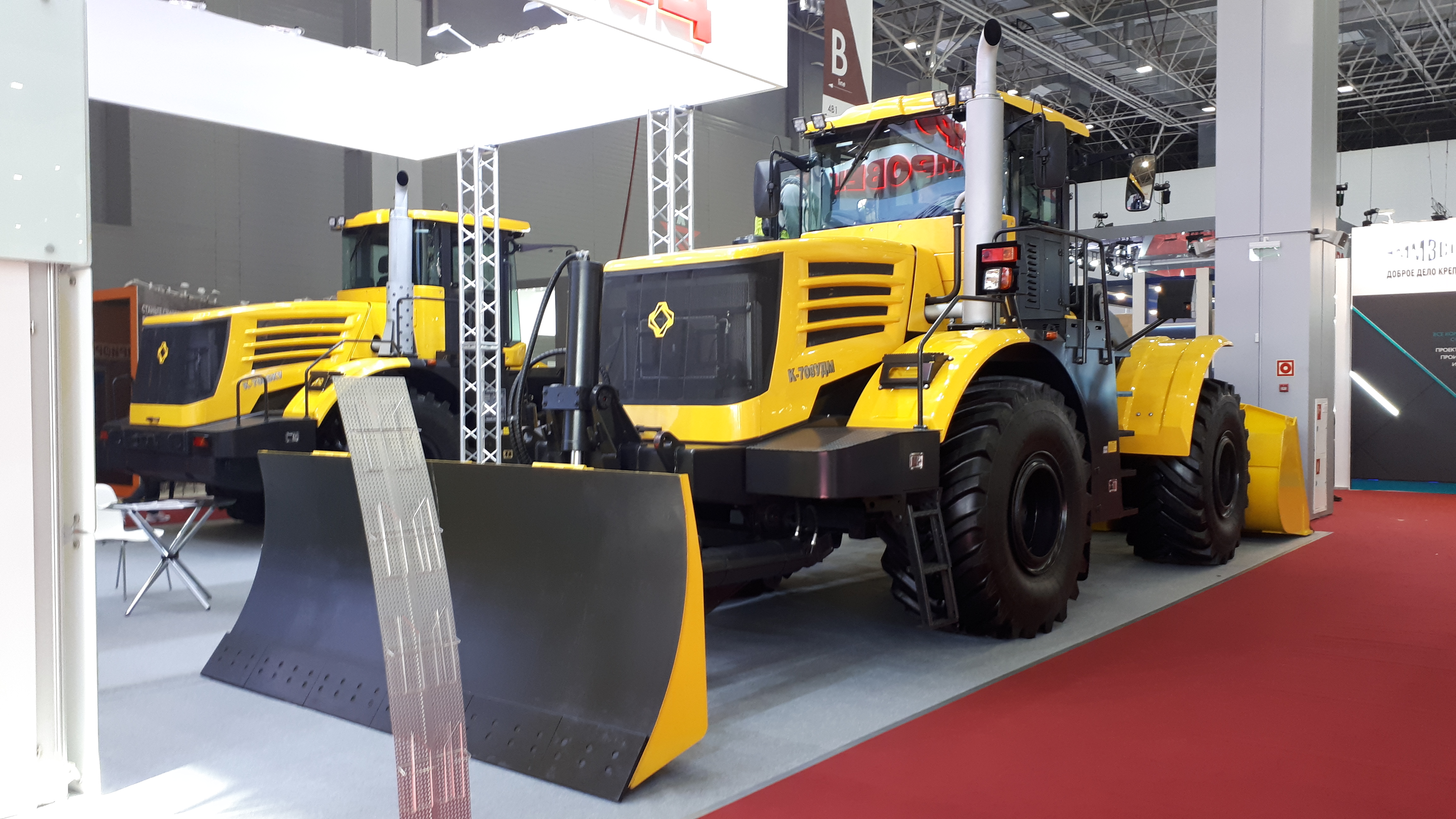
К-708УДМ

- К-700А — следующая модель (унифицированная с К-701, двигатель ЯМЗ-238НД3 с турбонаддувом).
- К-700Т — трактор-тягач для транспортировки тралов с изменённым дизайном[11].
  - К-700Т-02.7-СХ — сельскохозяйственный трактор.
  - К-700Т-06-БК — бульдозер для дорожного строительства.
  - К-700Т-04-ПК-6 — одноковшовый фронтальный погрузчик.
  - К-700Т-03-ОС — снегоочиститель для прокладывания зимних полевых дорог в снежной целине.
  - К-700Т-04.2 УДМ — универсальная дорожная машина.
  - К-700Т-01-АС-81 — сварочный агрегат на 4 поста.
- К-701 — следующая модель (унифицированная с К-700А, двигатель ЯМЗ-240БМ2)[12]. На заднюю часть трактора благодаря отсутствию топливного бака можно было установить фронтальный погрузчик для выполнения погрузочно-разгрузочных работ большого объёма[13].
  - К-701 ПФ-1 — фронтальный погрузчик. Модель оснащалась прицепным оборудованием для перевозки материалов или захватами для перемещения леса[14]. Так, лесоштабелер К-701 ПФ-1 был разработан на базе погрузчика и получил челюстной захват вместо ковша. Использовалась данная модификация для погрузки труб или брёвен в транспорт или складирования их в штабель. Челюстной захват в К-701 ПФ-1 можно было заменить бульдозерным отвалом или ковшом. Функционально в эту модель устанавливали поворотный пост управления, предпусковой подогреватель и кондиционер.
  - К-701М-ВК — самоходный виброкаток, использовался для уплотнения несвязных и связных грунтов в аэродромном, дорожном и гидротехническом строительстве. Аналогов данной модели в России не выпускалось. Для К-701М-ВК были характерны высокие показатели экономичности и производительности. Виброкаток выпускался в 2 модификациях: с кулачковым или гладким вальцем[15].
  - К-701М — модификация с двигателем ЯМЗ 8423.10 мощностью 335 л. с. В 1979 году водителями-изобретателями с Чукотки на базе К-700 были построены четыре шестиколёсные машины, которые спустя 10 лет послужили прототипами для опытной заводской модификации[16].
- К-702 — промышленная модификация для использования в качестве базовой машины для погрузчиков, бульдозеров, катков, скреперов: изменена система навесок, используется только гидромеханическая трансмиссия, подвеска жёсткая.
- К-703 — промышленная модификация. Трактор имеет реверсивный пост управления, позволяющей механизатору работать в нормальной позе как при ходе трактора вперёд, так и при ходе трактора назад.
  - К-703-ЛТ-163 — лесоштабелер.
  - К-703МТ — трёхосный сочленённый самосвал грузоподъёмностью 18 тонн[17].
- К-708УДМ — универсальная дорожная машина повышенной мощности и производительности работы[18].

## Коробка передач

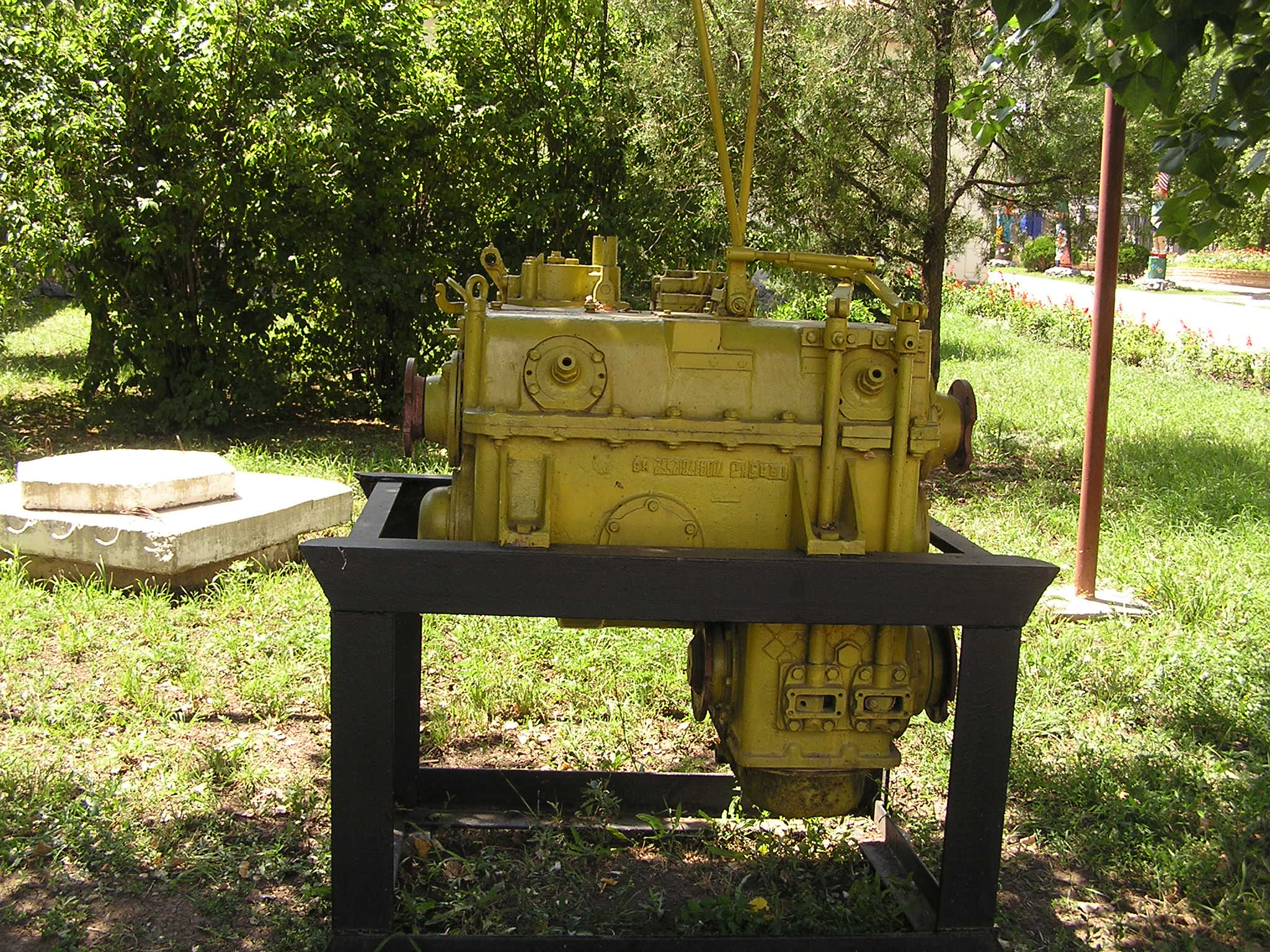
Трансмиссия трактора К-700

Таблица положений рычагов коробки передач трактора К-700

На тракторе К-700 нет муфты сцепления. Вместо неё есть педаль слива (падения давления в гидросистеме коробки передач). Коробка передач — механическая, с шестернями постоянного зацепления, 16-скоростная (четырёхрежимная), с гидравлическим управлением четырьмя фрикционами и механическим управлением зубчатыми муфтами. Все шестерни прямозубые.
Число передач (гидравлические) 4 (+2 нейтральные), 4 режима (механические), переключение повышенная-пониженная. В итоге число скоростей 16 (от 1,1 до 4,4) и соответственно 8 задних. Коробка предназначена для переключения скоростей без потери мощности (за счёт фрикционов). Режимы переключаются путём перемещения муфт как в любой механической коробке передач. Скорости переключаются путём переключения золотника (перенаправлением гидропотока масла). 2-я нейтраль отключает гидропоток. 1-я нейтраль помимо отключения гидропотока механически притормаживает ведущий вал (вал с фрикционами) в коробке передач как ручной тормоз. Поэтому включать 1-ю нейтраль можно только после остановки.

## Технические характеристики
- К-701 за работой на поле в ЭстонииГабаритные размеры:
  - Длина, мм 7400
  - Ширина, мм 2800
- Скорости:
  - при движении вперёд 2,9 — 44,8 километра в час
  - при движения назад 5,1 — 24,3 километра в час
- Минимальный радиус поворота, мм 7200
- Ширина колеи, мм 2115
- Мощность двигателя ЯМЗ-240Б 300 л. с., при частоте вращения, 1900 мин-1. Максимальный крутящий момент 1240 Нм.
- Мощность двигателя ЯМЗ-238НБ 280 л. с., при частоте вращения, 1700 мин-1. Максимальный крутящий момент 950 Нм.
- Масса К-700 А 12,8 т[9].
- Масса К-701 13,5 т[20].